# BMX-Rennsport-Weltmeisterschaften 2015
Die BMX-Rennsport-Weltmeisterschaften 2015 fanden am 24. und 25. Juli im belgischen Heusden-Zolder statt. Schauplatz war die kurz zuvor gebaute BMX-Bahn auf dem Gelände des Circuit Zolder, deren drei Kurven zu Ehren der Fahrerinnen Caroline Buchanan, Mariana Pajón und Alise Post benannt worden waren. 39 Nationen beteiligten sich an den Wettkämpfen.

## Programm
Vom 21. bis 23. Juli lief zunächst die BMX Racing World Challenge für die Leistungsklassen Challenge und Masters ab, danach die eigentlichen Weltmeisterschaften der Championship-Klasse. Am 24. Juli wurde das BMX-Zeitfahren ausgetragen, am 25. Juli das BMX-Rennen. Die Läufe am zweiten Tag fanden bei strömendem Regen statt, und das Programm wurde wegen eines aufkommenden Sturms erheblich verkürzt, so gab es in den Motos (Vorrunden) statt drei Läufen pro Fahrer nur einen, und die Rennen wurden von der Fünf-Meter- statt der Acht-Meter-Rampe gestartet, um die Sturzgefahr durch Windböen zu verringern.

## Ergebnisse

### Frauen Elite
Es gab 36 Fahrerinnen aus 24 Nationen. Nach der ersten Kurve des Finals führten Alise Post und Caroline Buchanan vor Stefany Hernández. Buchanan verlor auf der zweiten Geraden an Tempo, und Post nahm die zweite Kurve sehr weit, so dass Hernández vorbeigehen konnte und Post ihr Hinterrad berührte und stürzte. Hernández gewann vor Buchanan und Simone Christensen.
| Platz | Name               | Zeit       |
| ----- | ------------------ | ---------- |
| 1     | Stefany Hernández  | 37,530 s   |
| 2     | Caroline Buchanan  | + 1,215 s  |
| 3     | Simone Christensen | + 1,538 s  |
| 4     | Brooke Crain       | + 1,572 s  |
| 5     | Laura Smulders     | + 2,113 s  |
| 6     | Aneta Hladíková    | + 2,166 s  |
| 7     | Felicia Stancil    | + 6,870 s  |
| 8     | Alise Post         | + 42,069 s |

| Platz | Name              | Zeit      |
| ----- | ----------------- | --------- |
| 1     | Mariana Pajón     | 35,518 s  |
| 2     | Alise Post        | + 0,408 s |
| 3     | Sarah Walker      | + 0,847 s |
| 4     | Laura Smulders    | + 1,175 s |
| 5     | Stefany Hernández | + 1,205 s |
| 6     | Brooke Crain      | + 1,299 s |
| 7     | Elke Vanhoof      | + 1,557 s |
| 8     | Magalie Pottier   | + 1,712 s |

### Männer Elite
Es gab 91 Fahrer aus 32 Nationen. Das Finale fand, wie das der Frauen, bei Regen statt. Anthony Dean stürzte in der ersten Kurve, sein Landsmann Sam Willoughby führte zunächst das Rennen an, wurde aber in der zweiten Kurve durch David Graf aus der Bahn gedrängt. Der erst 19-jährige Niek Kimmann profitierte und kam als Erster ins Ziel.
| Platz | Name                  | Zeit      |
| ----- | --------------------- | --------- |
| 1     | Niek Kimmann          | 33,386 s  |
| 2     | Jelle van Gorkom      | + 0,367 s |
| 3     | David Graf            | + 0,431 s |
| 4     | Carlos Oquendo        | + 0,696 s |
| 5     | Liam Philips          | + 1,149 s |
| 6     | Raymon van der Biezen | + 1,363 s |
| 7     | Sam Willoughby        | DNF       |
| 8     | Anthony Dean          | DNF       |

| Platz | Name                  | Zeit      |
| ----- | --------------------- | --------- |
| 1     | Joris Daudet          | 30,953 s  |
| 2     | Niek Kimmann          | + 0,076 s |
| 3     | Connor Fields         | + 0,335 s |
| 4     | Sam Willoughby        | + 0,388 s |
| 5     | Liam Philips          | + 0,543 s |
| 6     | Edžus Treimanis       | + 0,584 s |
| 7     | Raymon van der Biezen | + 0,627 s |
| 8     | Jared Garcia          | + 0,691 s |

### Juniorinnen
Es gab 23 Fahrerinnen aus 16 Nationen.
| Platz | Name                  | Zeit      |
| ----- | --------------------- | --------- |
| 1     | Axelle Étienne        | 38,157 s  |
| 2     | Swetlana Admakina     | + 0,905 s |
| 3     | Kelsey Van Ogle       | + 1,756 s |
| 4     | Alexandra Tereschkina | + 1,933 s |
| 5     | Ruby Huisman          | + 2,636 s |
| 6     | Louanne Juillerat     | + 2,761 s |
| 7     | Karo Vertessen        | + 3,152 s |
| 8     | Dorte Balle           | + 3,594 s |

| Platz | Name              | Zeit      |
| ----- | ----------------- | --------- |
| 1     | Axelle Étienne    | 37,036 s  |
| 2     | Ruby Huisman      | + 0,250 s |
| 3     | Natalia Afremowa  | + 1,300 s |
| 4     | Swetlana Admakina | + 1,317 s |
| 5     | Daina Tuchscherer | + 1,521 s |
| 6     | Rebecca Petch     | + 1,563 s |
| 7     | Louanne Juillerat | + 1,908 s |
| 8     | Margot Hetmanczyk | + 2,465 s |

### Junioren
Es gab 69 Fahrer aus 29 Nationen.
| Platz | Name                 | Zeit       |
| ----- | -------------------- | ---------- |
| 1     | Nicolás Torres       | 34,306 s   |
| 2     | Collin Hudson        | + 0,050 s  |
| 3     | Romain Racine        | + 1,081 s  |
| 4     | Brandon Te Hiko      | + 1,337 s  |
| 5     | Codi Merito          | + 1,481 s  |
| 6     | Koen van der Wijst   | + 1,889 s  |
| 7     | Mathis Ragot-Richard | + 2,445 s  |
| 8     | Justin Kimmann       | + 53,905 s |

| Platz | Name            | Zeit      |
| ----- | --------------- | --------- |
| 1     | Shane Rosa      | 32,582 s  |
| 2     | Brandon Te Hiko | + 0,128 s |
| 3     | Collin Hudson   | + 0,203 s |
| 4     | Nicolás Torres  | + 0,240 s |
| 5     | Alex Tougas     | + 0,248 s |
| 6     | Romain Racine   | + 0,327 s |
| 7     | Paddy Sharrock  | + 0,759 s |
| 8     | Liam Webster    | + 0,886 s |

## Medaillenspiegel
| Platz  | Land               | Gold | Silber | Bronze | Gesamt |
| ------ | ------------------ | ---- | ------ | ------ | ------ |
| 1      | Frankreich         | 3    | 0      | 1      | 4      |
| 2      | Niederlande        | 1    | 3      | 0      | 4      |
| 3      | Australien         | 1    | 2      | 0      | 3      |
| 4      | Argentinien        | 1    | 0      | 0      | 1      |
| 4      | Kolumbien          | 1    | 0      | 0      | 1      |
| 4      | Venezuela          | 1    | 0      | 0      | 1      |
| 7      | Vereinigte Staaten | 0    | 2      | 3      | 5      |
| 8      | Russland           | 0    | 1      | 1      | 2      |
| 9      | Dänemark           | 0    | 0      | 1      | 1      |
| 9      | Neuseeland         | 0    | 0      | 1      | 1      |
| 9      | Schweiz            | 0    | 0      | 1      | 1      |
| Gesamt | Gesamt             | 8    | 8      | 8      | 24     |